# I. e. 69
Évszázadok: i. e. 2. század – i. e. 1. század – 1. század
Évtizedek: i. e. 110-es évek – i. e. 100-as évek – i. e. 90-es évek – i. e. 80-as évek – i. e. 70-es évek – i. e. 60-as évek – i. e. 50-es évek – i. e. 40-es évek – i. e. 30-as évek – i. e. 20-as évek – i. e. 10-es évek
Évek: i. e. 74 – i. e. 73 – i. e. 72 – i. e. 71 –  i. e. 70 – i. e. 69 – i. e. 68 – i. e. 67 – i. e. 66 – i. e. 65 – i. e. 64

## Események

### Róma
- Quintus Caecilius Metellust és Quintus Hortensius Hortalust választják consulnak.
- Metellus három légióval megkezdi Kréta meghódítását és elfoglalja Küdóniát.
- A harmadik mithridatészi háborúban Lucullus a szenátus jóváhagyása nélkül megtámadja az Örmény Királyságot, mert II. Tigranész megtagadta apósa, VI. Mithrodatész kiadatását. Október 6-án a az örmény főváros, Tigranakert mellett a jelentős létszámhátrányban lévő rómaiak legyőzik az örmény hadsereget, majd kifosztják és felgyújtják a várost.
- Iulius Caesar quaestorként szolgál Hispania Ulterior provinciában.

### Nyugat-Ázsia
- Az év elején II. Tigranész elfoglalja Ptomelaiszt, ahol II. Kleopátra Szeléné volt szeleukida királynő élt száműzetésben. Tigranész elfogatja, majd később megöleti Kleopátra Szelénét.
- Meghal Szinatrukész pártus király. Utóda fia, III. Phraatész.
- Tigranész veresége után Antiokheia lakosai királlyá kiáltják ki XIII. Antiokhoszt. Lucullus elismeri uralkodóként.
- I. Antiokhosz Theosz kikiáltja az addig örmény megszállás alatt lévő Kommagéné függetlenségét.

### Egyiptom
- XII. Ptolemaiosz felesége, V. Kleopátra Trüfaina eltűnik a feliratokról és a dokumentumokból. Egyes elméletek szerint meghalt vagy kegyvesztetté vált, mások szerint viszont azonos VI. Kleopátrával és i. e. 57-ig élt még.

## Születések
- VII. Kleopátra Philopatór, egyiptomi királynő
- Hjokkosze, a koreai Silla királyságának alapítója
- Octavia Minor, Marcus Antonius felesége

## Halálozások
- II. Kleopátra Szeléné, szeleukida királyné

## Fordítás
- Ez a szócikk részben vagy egészben  a(z)   177154740 című francia Wikipédia-szócikk fordításán alapul.  Az eredeti cikk szerkesztőit annak laptörténete sorolja fel. Ez a jelzés csupán a megfogalmazás eredetét és a szerzői jogokat jelzi, nem szolgál a cikkben szereplő információk forrásmegjelöléseként.